# 사헬저빌
사헬저빌 또는 로빈스테터릴(Taterillus arenarius)은 쥐과에 속하는 저빌의 일종이다. 모리타니에서만 발견된다. 자연 서식지는 건조 사바나 지역과 아열대 또는 열대 기후 지역의 건조 관목 지대이다.

## 특징
꼬리 길이 141~155mm를 제외한 몸길이가 110~142mm인 작은 설치류로 발 길이는 29~32mm, 귀 길이는 20~23mm이다. 몸무게는 최대 66g이다. 등 쪽은 누르스름한 갈색부터 회색빛 갈색까지 다양한 반면에 배 쪽과 다리는 희다.

## 생태
주로 땅 위에서 생활하는 육상성 동물이고, 야행성 동물이다. 먹이는 곡식이다.

## 분포 및 서식지
모리타니 남부와 말리, 니제르에 널리 분포한다. 모래와 진흙 평원, 모래 언덕에서 서식한다.